# Національний історичний музей Бразилії
Національний історичний музей Бразилії (порт. Museu Histórico Nacional) — розташований у місті Ріо-де-Жанейро.
Музей заснований у 1922 році, наказом президента Епітасіу да Сілва Пессоа. Найцінніші експонати — з історії Латинської Америки і, власне, Бразилії — розмістилися в Сантьяго-Форте.
Музейний комплекс займає площу понад 20 тисяч м². Колекції, що зберігаються тут, налічують до 287 тисяч предметів, серед яких: 57 тисяч книг (починаючи з XV століття); 50 тисяч історичних документів і фотографій; предмети інтер'єру та побуту, живопис, скульптура, прикраси, зброя.

## Галерея

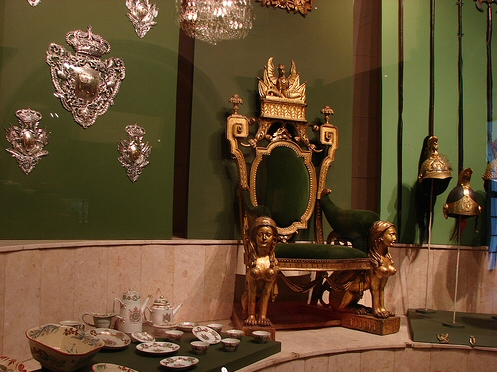
Трон императора Педру II
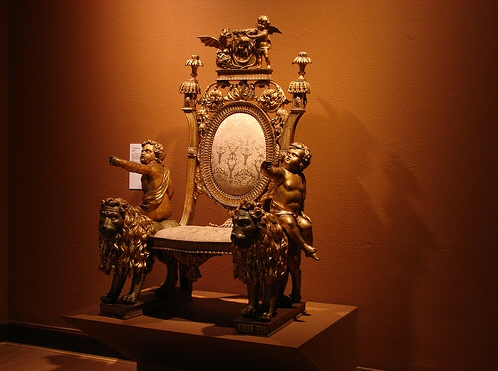
Трон Жуана IV
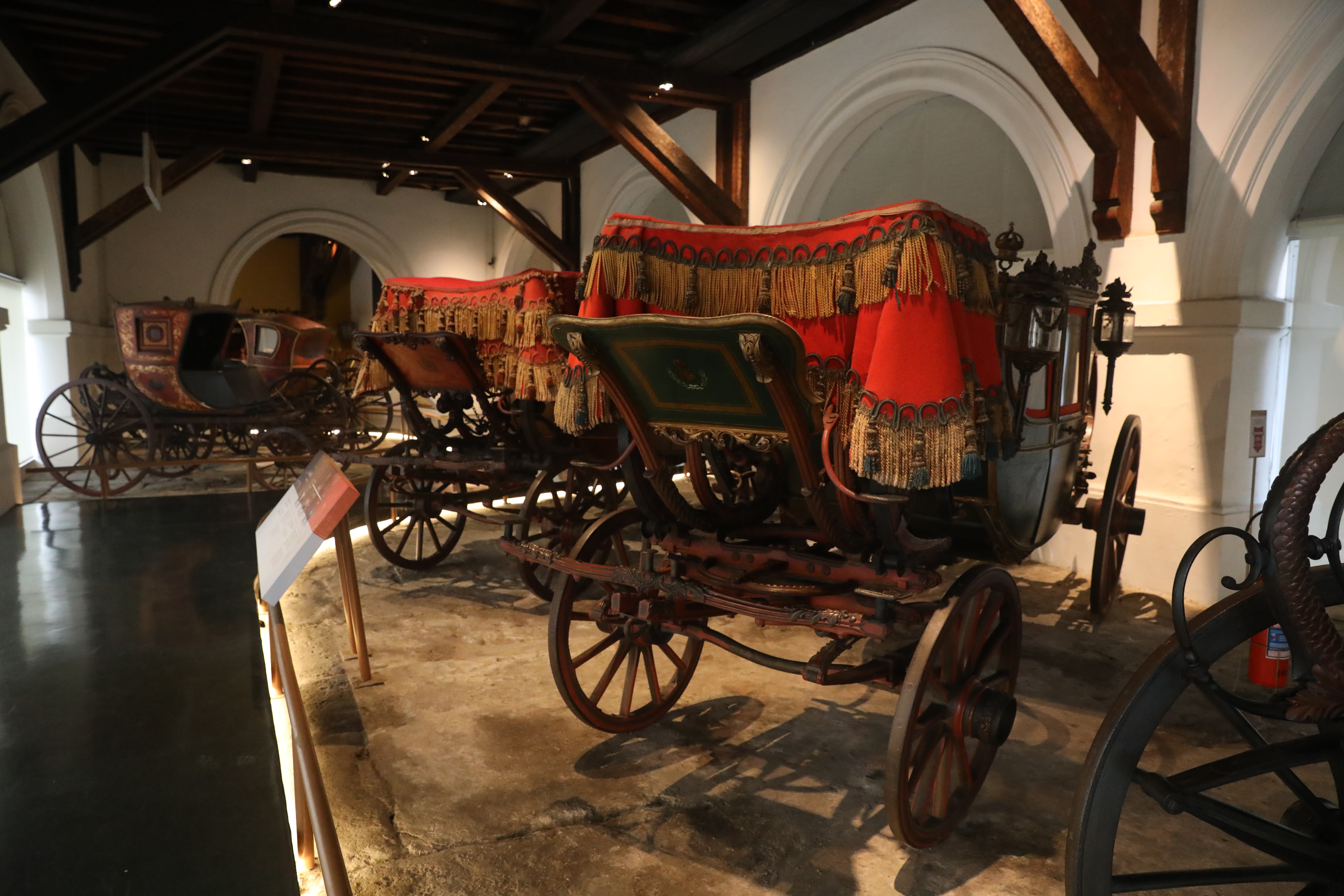
Зал с каретами
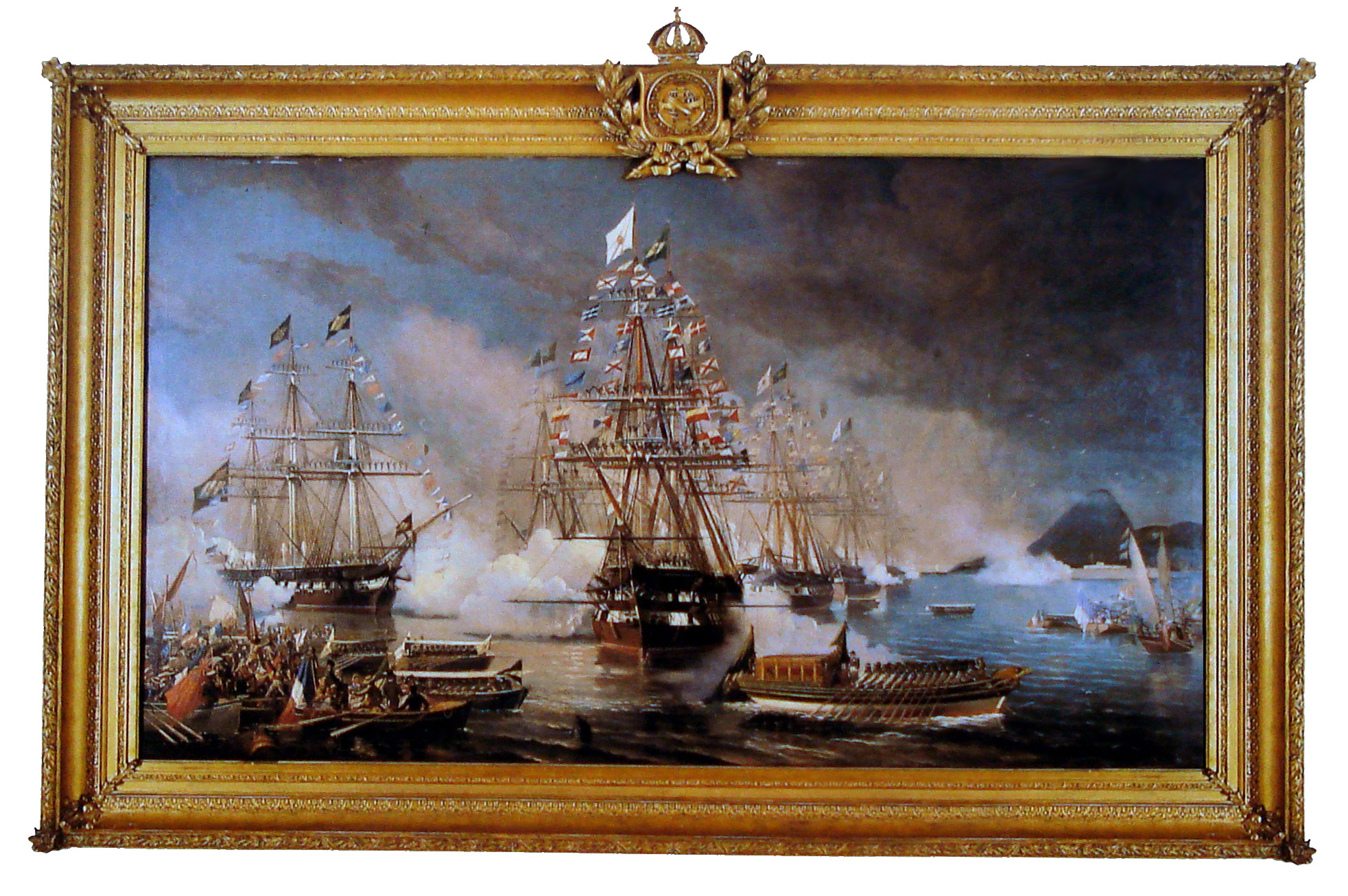
«Фрегат „Конституция“» кисти Эдоардо де Мартино
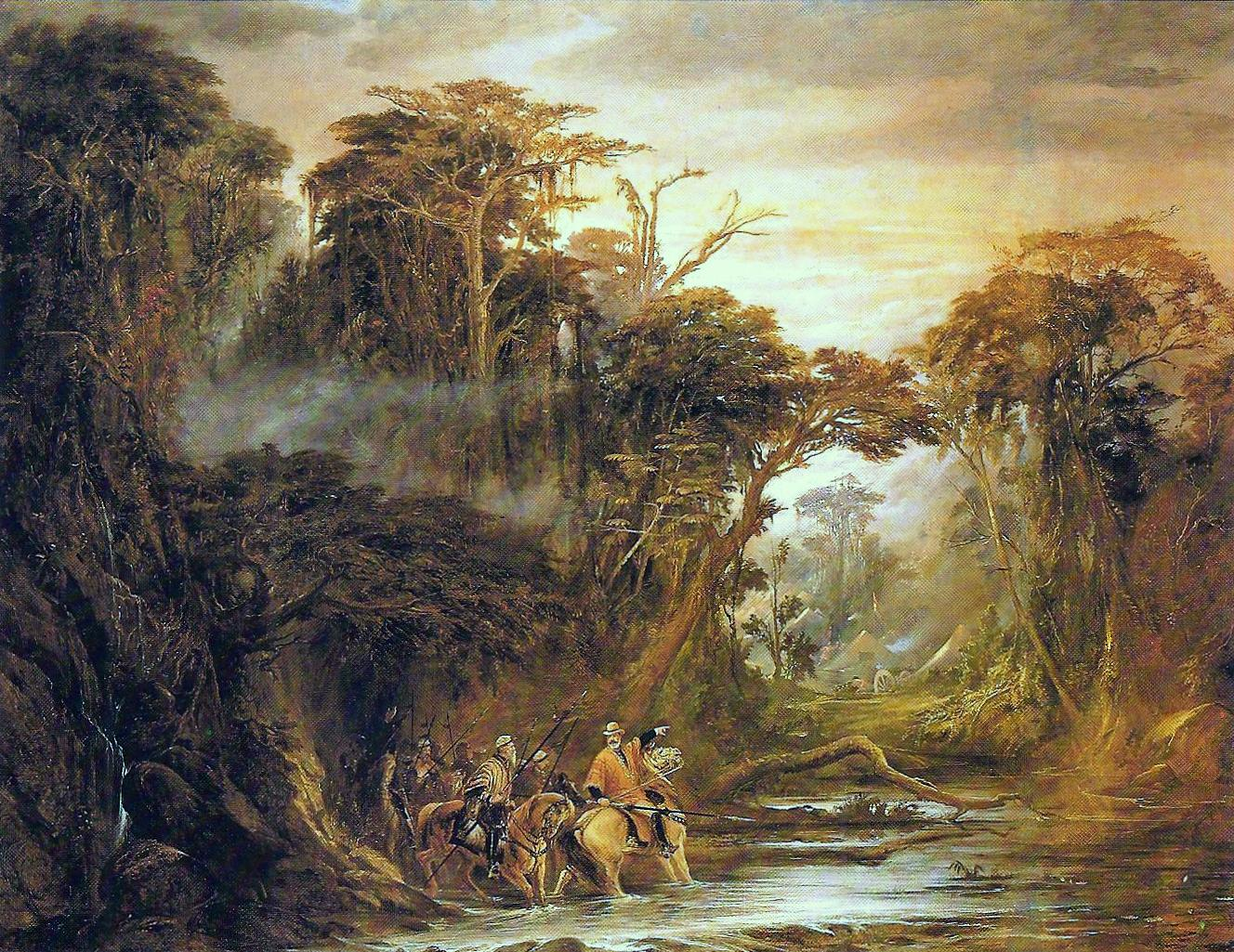
«Дорога на Чако» кисти Педру Америку